# Новаке (Войник)
Новаке (словен. Novake) — поселення в общині Войник, Савинський регіон, Словенія. 
Висота над рівнем моря: 396,7 м.